# Erika Guevara Rosas
Erika Guevara-Rosas é uma advogada mexicana-americana, especialista em direitos humanos, e directora da Amnistia Internacional para as Américas. Anteriormente foi directora do Fundo Global para Mulheres para as Américas e gestora de operações no Alto Comissariado das Nações Unidas para os Refugiados.
Guevara-Rosas tem um mestrado em Estudos da Mulher, uma pós-graduação em Migração e Refugiados pela Universidade de York e um LLB pela Universidade de Londres.
Em maio de 2015, Erika fez parte da delegação da Women Cross DMZ, um movimento global de mulheres que se mobiliza pela paz na península coreana, composta por trinta mulheres - incluindo as laureadas com o Prémio Nobel da Paz Leymah Gbowee e Mairead Maguire e a feminista Gloria Steinem. Num evento organizado pela activista Christine Ahn, esta delegação atravessou a zona desmilitarizada da Coreia e marchou de braço dado com 10 000 mulheres coreanas nas avenidas de Pyongyang, nas ruas de Kaesong e ao longo da vedação de arame farpado em Paju.